# آهوچه وینز
آهوچه وینز (نام علمی: Cephalophus weynsi) نام یک گونه از زیرخانواده غزالک است.